# Ащебутацька сільська рада
Ащебута́цька сільська рада (рос. Ащебутакский сельский совет) — сільське поселення у складі Домбаровського району Оренбурзької області Росії.
Адміністративний центр — село Ащебутак.

## Населення
Населення — 1493 особи (2019; 1685 в 2010, 2005 у 2002).

## Склад
До складу сільської ради входять:
| Населений пункт     | Населення, осіб (2002) | Населення, осіб (2010) |
| ------------------- | ---------------------- | ---------------------- |
| Ащебутак, село      | 1499                   | 1302                   |
| Істеміс, село       | 252                    | 172                    |
| Корсунський, селище | 254                    | 211                    |